# IPop (revista chilena)
iPop fue una revista chilena dedicada a temáticas juveniles, música, cine, libros, deportes y medioambiente, entre otros.
Su director fue el periodista Manuel Maira y contaba entre sus colaboradores a Gonzalo Frías (presentador del programa de cine Séptimo Vicio en el canal de televisión chileno Vía X), Humberto Sichel (periodista y presentador del informativo Xpress Central en Vía X) y Rodrigo Guendelman (periodista de música y colaborador en la revista Extravaganza!).
La primera edición de iPop apareció en diciembre de 2009, su precio era de $1.800 pesos chilenos y en su portada inaugural se presentaba al músico argentino Gustavo Cerati. El director de la publicación, Manuel Maira,señaló que iPop tenía como referentes a las revistas Spin y Q.
Aparte de su sitio web, iPop tuvo presencia en redes sociales digitales como Facebook y Twitter, generando diversas instancias de comunicación con el público lector.
Es citada en los registros de la Biblioteca Nacional Digital de Chile por su legado a la cultura popular.